# 京セラドキュメントソリューションズ
京セラドキュメントソリューションズ株式会社（きょうセラドキュメントソリューションズ）は、大阪府大阪市中央区に本社を置く情報機器メーカーである。
1934年（昭和9年）に、三田繁雄が三田工業として創業した。社名は創業者の姓に由来している。2000年（平成12年）1月18日には京セラミタ株式会社に社名変更、2002年には京セラのプリンター事業部を統合した。2012年（平成24年）4月1日には京セラドキュメントソリューションズ株式会社に社名を変更した。

## 事業内容
プリンター・複合機・広幅複合機・複写機・ソフトウェア・その他パソコン用周辺機器等の 製造販売。また、それらに付随する各種サービス。
商標
- ECOSYS（エコシス） - 1992年から京セラのプリンター事業で使用していた商標で、現在でも主にプリンターで使用している
- TASKalfa（タスクアルファ） - 2009年から主に複合機で使用している

2000年から2003年までは独自の京セラミタの名称とロゴで販売していたが、2004年以降は他の京セラグループとあわせて、京セラのブランド名称とロゴを使用している。

## 沿革
- 1934年（昭和9年）11月 - 創業。
- 1948年（昭和23年）7月 - 三田工業株式会社設立。
- 1964年（昭和39年）10月 - 大阪府枚方市に枚方工場を設立。
- 1984年（昭和59年） - 出版部門として三田出版会を創立。
- 1998年（平成10年）8月10日 - 大阪地裁に会社更生法適用申請、事実上倒産した。京セラが支援を表明。
- 1999年（平成11年）1月16日 - 三田出版会の版権を出版文化社へ譲渡し、出版事業から撤退。
- 2000年（平成12年）1月18日 - 更生計画認可決定。京セラミタ株式会社に商号変更。
- 2002年（平成14年）3月5日 - 更生手続終結決定。京セラのプリンター事業を京セラミタに統合。
- 2008年（平成20年）
  - 3月 - 玉城工場の横に化成品開発センターとトナー工場、本社敷地内に「京セラミタR&Dセンター」がそれぞれ竣工。
  - 4月 - 年内に複写機やプリンターの国内生産から撤退する方針を表明。量産品の製造は一部を除き中国の工場に移管する。
- 2010年（平成22年）
  - 2月24日 - 連結子会社でOAクラッチの製造を行うダイケンの株式をシンフォニアテクノロジーに譲渡[2]。
  - 10月29日 - セイコーエプソンのソフトウェア開発会社、エプソンソフトウエアエンジニアリングフィリピンを買収し[3]、京セラミタテクノロジーデベロップメントフィリピンを設立。
- 2012年（平成24年）4月1日 - 京セラドキュメントソリューションズ株式会社に社名変更。
- 2013年（平成25年）6月4日 - ベトナムのハイフォン市のVSIPハイフォン工業団地に、新工場が竣工。
- 2014年（平成26年）6月24日 - 玉城工場の横に新たにカラートナー工場が竣工。
- 2015年（平成27年）
  - 1月 - チリに販売会社「KYOCERA Document Solutions Chile SpA」（京セラドキュメントソリューションズチリ）を設立。
  - 10月 - ビルギタス社（トルコ）を販売会社化。
- 2016年（平成28年）12月 - アノデータグループ（イギリス）を完全子会社化。
- 2019年（令和元年）7月 - 都内にある研究開発部門を横浜みなとみらい21地区の京セラみなとみらいリサーチセンターに移転[4]。

### 歴代社長
| 代   | 氏名     | 在任期間                      | 備考                                           |
| ---- | -------- | ----------------------------- | ---------------------------------------------- |
| 初代 | 三田繁雄 | 1934年11月 - 1979年           | 創業者。死去に伴い退任。                       |
| 2代  | 三田順啓 | 1979年 - 1998年8月10日        | 創業者の長男。会社更生法申請に伴い引責辞任。   |
| 3代  | 関浩二   | 2000年1月18日 - 2004年6月22日 | 管財人から社長に就任。                         |
| 4代  | 岡田哲夫 | 2004年6月23日 - 2006年3月31日 |                                                |
| 5代  | 関浩二   | 2006年4月1日 - 2007年3月31日  |                                                |
| 6代  | 駒口克己 | 2007年4月1日 - 2015年3月31日  |                                                |
| 7代  | 九鬼隆   | 2015年4月1日 - 2017年3月31日  |                                                |
| 8代  | 伊奈憲彦 | 2017年4月1日 - 2021年3月31日  | 破綻以降で初となる旧三田工業出身者の社長就任。 |
| 9代  | 安藤博教 | 2021年4月1日 - 2025年3月31日  |                                                |
| 10代 | 長井孝   | 2025年4月1日 -                |                                                |

## 三田工業の会社更生法適用と再建
三田工業は1998年8月10日、会社更生法の適用を申請した。負債総額は2056億7800万円、申請時点では製造業として戦後最大の規模であった。国内生産子会社のうち、ダイケン、サンライト、枚方三田工業、三田ケミカル、大豊工業も同日に会社更生法の適用を申請した。
原因として、複写機のデジタル化の流れに乗り遅れたことや、1985年以降の急激な円高、香港の子会社ミタ・ホンコンへ製造の半分以上を移した後での大幅な円安、放漫的な同族経営などが挙げられた。それらによる経営悪化を隠すために、1986年から11年にわたる粉飾決算が行われていた。利益操作した額は、判明分だけで総額370億9800万円にものぼり、この架空の利益に応じた配当を株主である創業者一族へ配当し続けていた。この直前の7月下旬、社長の三田順啓は京セラの稲盛和夫と伊藤謙介を訪ねていた。資金繰りに行き詰まっていた三田は、稲盛に「なんとか社員を助けてほしい」と支援を要請していた。しかし、その際、粉飾決算の存在は稲盛と伊藤には伝えられていなかった。会社更生法適用を申請した同日、京セラが支援に名乗りを上げた。
- 1998年
  - 10月5日 - 更生手続き開始決定。
  - 10月13日 - 三田順啓前社長ら6人を商法違反の疑いで逮捕。
  - 11月23日 - 三田順啓前社長と元監査役を商法特例法の贈収賄の疑いで再逮捕。
- 1999年
  - 1月16日、三田出版会の版権を、京セラ会長稲盛和夫と関係の深かった出版文化社へ譲渡。
  - 10月4日 - 更生計画を発表。1799億円の負債の内、82%を免除し、残り429億円を10年間かけて弁済する計画を発表した。また100%減資と社名変更も実施する計画であることを公表。
  - 11月8日 - 大阪地裁にて三田順啓前社長らに実刑判決。
- 2000年
  - 1月18日 - 更生計画認可決定。京セラミタ株式会社に社名変更。
  - 5月1日 - 100%減資。新たに京セラが100％出資し、同社の完全子会社として再出発。
- 2001年11月12日 - 更生計画の早期終了と、その後、京セラのプリンター事業を統合する方針を発表。
- 2002年3月5日 - 債務残高270億円の一括繰上弁済を実施し、予定を7年繰り上げて更生計画を終了。
- 2004年7月26日 - 三田工業の粉飾決算事件について、最高裁にて上告が棄却され、元監査役の有罪判決が確定。

## CM

### 三田工業として
「コピーは三田」のキャッチフレーズとともに、話題になったCMがあった。1980年代、正月三が日のテレビ各局の特別番組のスポンサー常連であった。
1982年、女優でジャズシンガーの阿川泰子が歌うジャズをバックに、アメリカで撮られた老朽化したビルをダイナマイトで爆破解体してゆくシーンを立て続けに放送するCMが話題を呼んだ。阿川はこれがCM初出演。もともとこのCMのコンセプトは「明日は変わるでしょうか。コピーは変わるでしょうか。」という城達也のナレーションが指し示すように“技術の革新”をテーマにしたものであり、シュールな内容ではあったものの反響を呼んだ。同じ阿川の出演で街中に突如空母を登場させるバージョンもあった。この頃のCM内の「mita」ロゴマークは、コピー機から排出されるようなイメージで右から左に移動して出現を繰り返すアニメーションで表示されていた。
広島東洋カープ在籍時代の江夏豊のCM初出演が三田工業だった。
広幅複写機のDC-A0のCM「ババもまるどり」では、プロレスラーのジャイアント馬場を起用し、ジャイアント馬場を原寸大で印刷できるほど大きな紙を扱えることを端的に示した。ACC CM FESTIVALにて優秀賞を受賞。

### 京セラ子会社として
特定の番組のスポンサーではなく、基本的にはスポットCMが中心である。在阪テレビ局制作の正月の特別番組などに提供する事が多い。
ラジオCMに関しては、プロ野球中継のMBSタイガースナイター（MBSラジオ）に協賛し、2005年度は毎週土曜日、2006年から毎週水曜日にCMを放送していた。

## スポーツ協賛事業

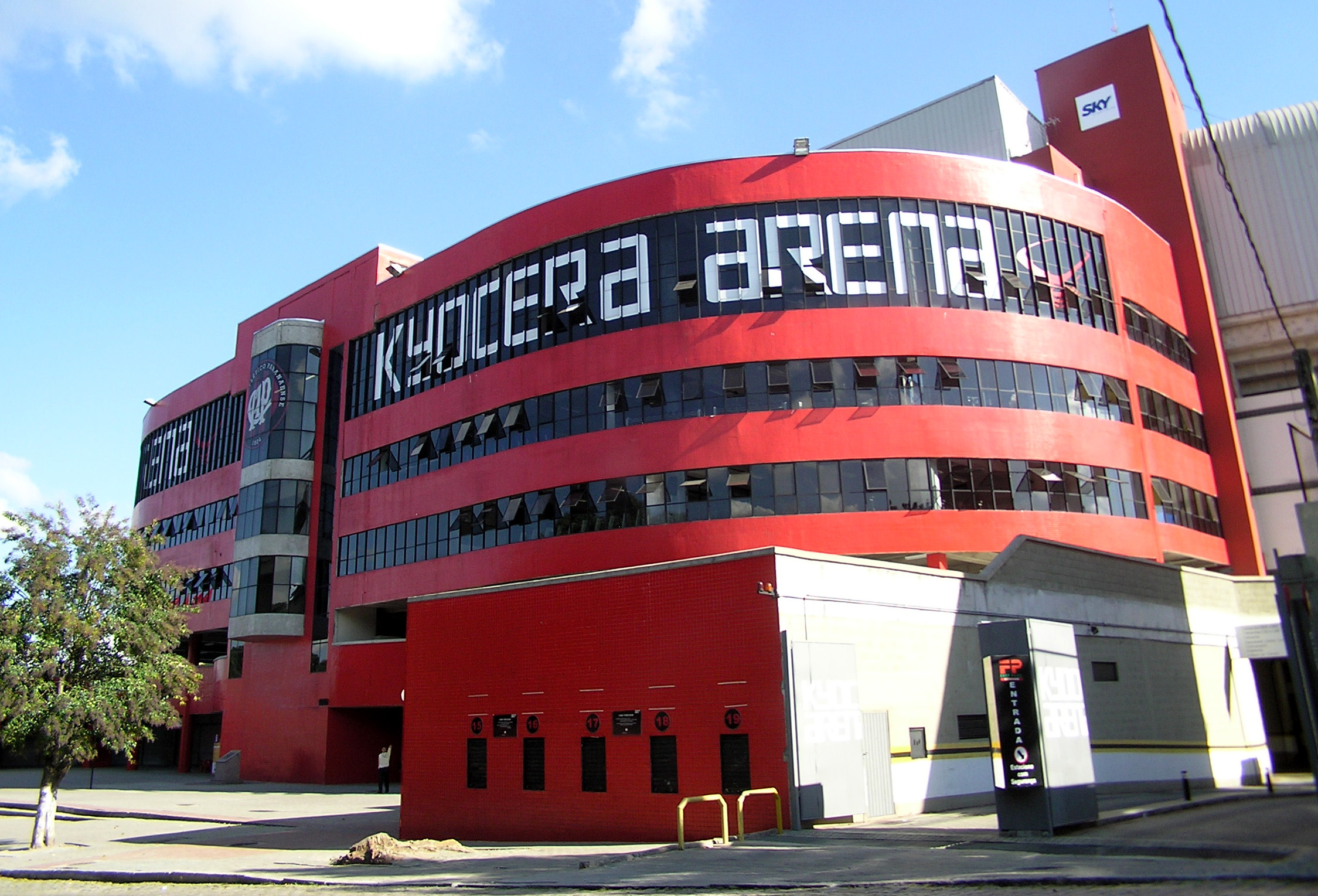
京セラアリーナ（クリチバ市）

- Jリーグ・京都サンガのチームスポンサーである。親会社の京セラとは別枠でスタジアムスポンサーをしている。2012年3月からはオフィシャルトップスタジアムスポンサー、2019年からはプラチナスポンサーである。定期的に「京セラドキュメントソリューションズ　スペシャルデー」というイベントを開催している[10]。
- 1987年から1990年までラ・リーガ（スペイン）所属のアトレティコ・マドリードの胸スポンサーに就いていた。（旧社名の三田工業時代のため"mita"表記）
- 2005年から2009年まで、京セラミタと現地法人「京セラミタドイツ」が、ドイツのブンデスリーガに所属するボルシア・メンヒェングラートバッハのメインスポンサーとなる[11]。チームユニフォームの胸にロゴの掲示やホームスタジアム内看板の掲示をおこなった。
- 2005年から2008年まで、京セラミタと現地法人「京セラミタアメリカ」が、ブラジル・ナショナルサッカーリーグ（カンピオナット・ブラジレイロ）に所属するアトレチコ・パラナエンセと提携し、チームのユニフォームロゴの掲示やホームスタジアムの命名権（「京セラアリーナ」）を取得した。
- 2006年から2013年まで、京セラドキュメントソリューションズ フェニックスチャレンジゴルフ（毎年12月中旬頃、毎日放送制作・TBS・CBC・RKB・HBC・MRT・MBSの6局ネット）の冠スポンサーとして協賛していた。2014年度からは親会社の京セラが冠スポンサーとなり、京セラフェニックスチャレンジゴルフとなる。
- 2010年11月から2011年12月まで、女子プロゴルファー古閑美保と所属契約を結んでいた[12]。当初の契約では2013年12月31日までの3年2ヶ月だったが、古閑の引退に伴い契約を打ち切った[13]。
- 2011年3月から2016年2月まで、女子プロゴルファー笠りつ子とスポンサー契約を結んでいた[14][13]。なお、笠りつ子は2016年3月からは親会社の京セラの所属契約となっている[15]。

## 三田工業株式会社女子陸上競技部
三田工業にはかつて女子陸上競技部があった。1986年（昭和61年）の全日本実業団対抗女子駅伝で優勝するなど、多くの記録を残している。1998年に廃部。
かつて所属していた人物
- 監督
  - 新原保徳
- コーチ
  - 中野孝行
- 選手
  - 鯉川なつえ
  - 新井文子
  - 松山暢子
  - 深尾真美
  - 石坂雅美